# Eretris umbrina
Eretris umbrina är en fjärilsart som beskrevs av Gustav Weymer 1911. Eretris umbrina ingår i släktet Eretris och familjen praktfjärilar. Inga underarter finns listade i Catalogue of Life.